# MoMo Art Csoport
A MoMo Art Csoport egy magyarországi összművészeti egyesület (MOMO Művészeti és Kulturális Egyesület), melynek tagjai elsősorban a kortárs hazai művészet ápolását, gyarapítását tűzték ki célul. A Csoport egyesületté történő bejegyzése hivatalosan 2015 februárjában történt meg, azonban a tagok már hosszabb-rövidebb ideje művészetileg együtt gondolkodtak, illetve közösen vettek részt különböző kulturális eseményeken. A Csoport tagjai között festőművészeket, írót, költőt, táncművészt, valamint színházi díszlet- és jelmeztervezőt tartanak számon.